# Belgica prima et Belgica secunda

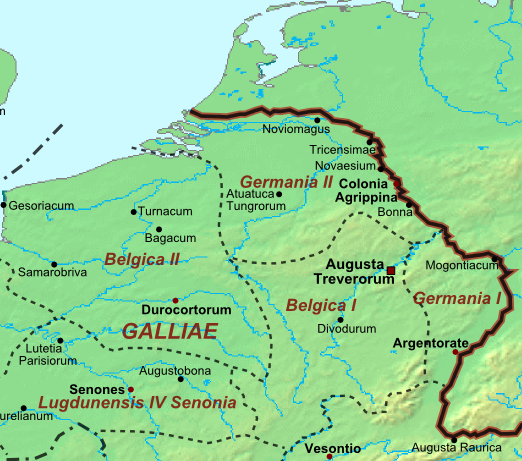
Belgica prima et secunda, vers 400 ap. J.-C.

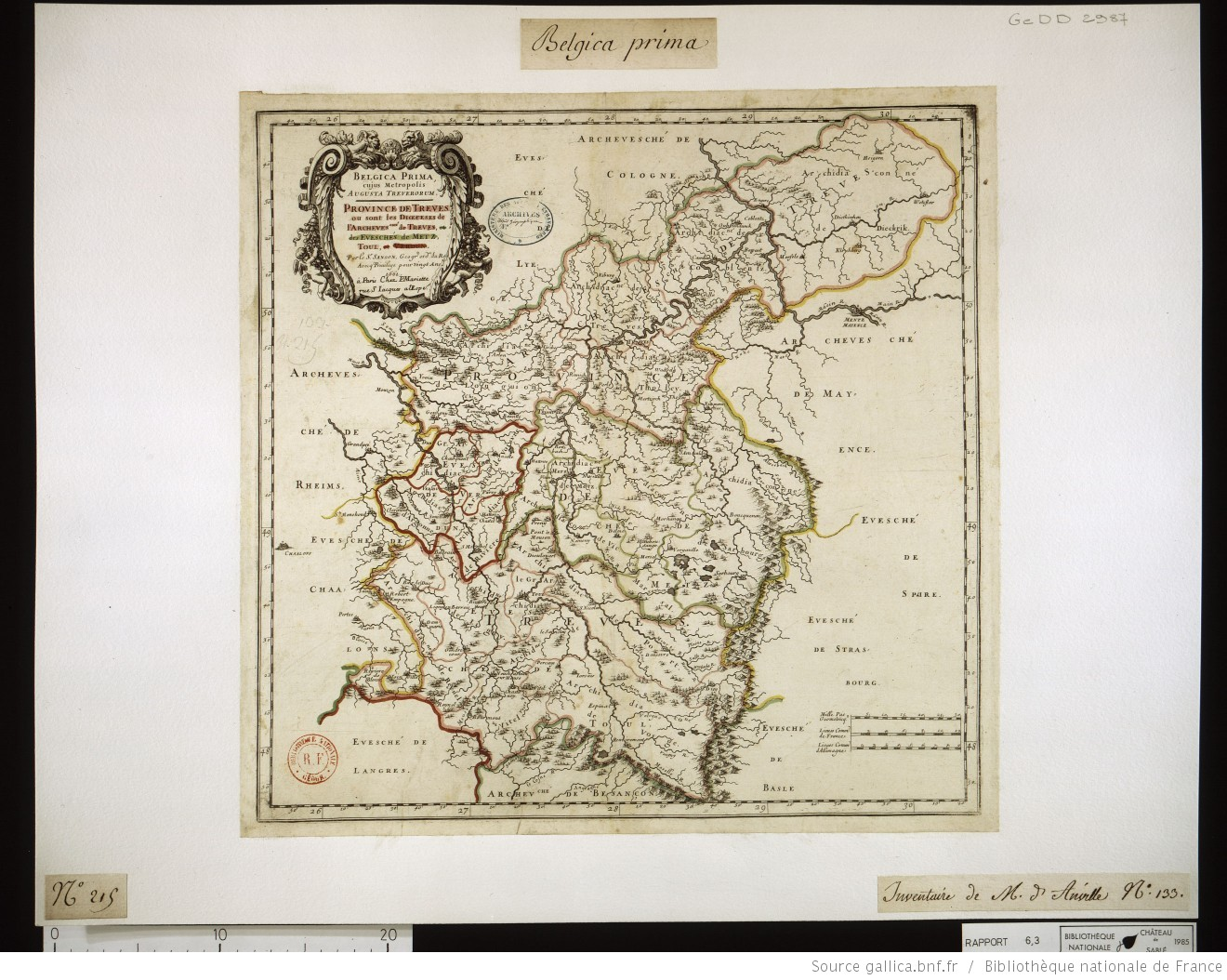
Belgica prima.

La Belgica prima et la Belgica secunda sont deux anciennes provinces romaines créées par l'empereur Dioclétien et situées sur les territoires actuels de la France, de la Belgique, du Luxembourg et de l'Allemagne.

## Histoire
Dans un contexte de réorganisation territoriale, Dioclétien crée, en 297, de nouvelles structures administratives, militaires et économiques dans l'empire romain. Il divise le territoire en diocèses, eux-mêmes subdivisés en provinces. Le diocèse des Gaules (diocesis Galliae) compte alors huit provinces avec Trèves comme chef-lieu.  
L'ancienne province de la Gallia Belgica est divisée en deux : 
- la Belgica prima[3] (Belgique première) dont Trèves est la capitale ;
- et la Belgica secunda[4] (Belgique seconde) avec Reims pour capitale.

## Géographie
La Belgica prima se situe au sud de la Belgica secunda. Elle s'étend sur les territoires actuels des départements français des Vosges, du nord de la Haute-Marne, de la Meuse, de la Meurthe-et-Moselle et de la Moselle, la partie sud du Luxembourg, l'extrême sud de la province belge de Luxembourg, une grande partie nord du land allemand de Rhénanie-Palatinat et une petite partie sud-ouest du land de Hesse.  

La Belgica secunda est la province la plus au nord. Plus étendue, elle regroupe les territoires actuels des départements français des Ardennes, de la Marne, du nord de l'Aube, de l'Aisne, de l'Oise, de la Somme, du Pas-de-Calais et du Nord, les provinces belges de Hainaut, de Namur, de Flandre-Occidentale, de Flandre-Orientale, du Brabant wallon et la partie ouest du Brabant flamand et la région de Bruxelles-Capitale.   

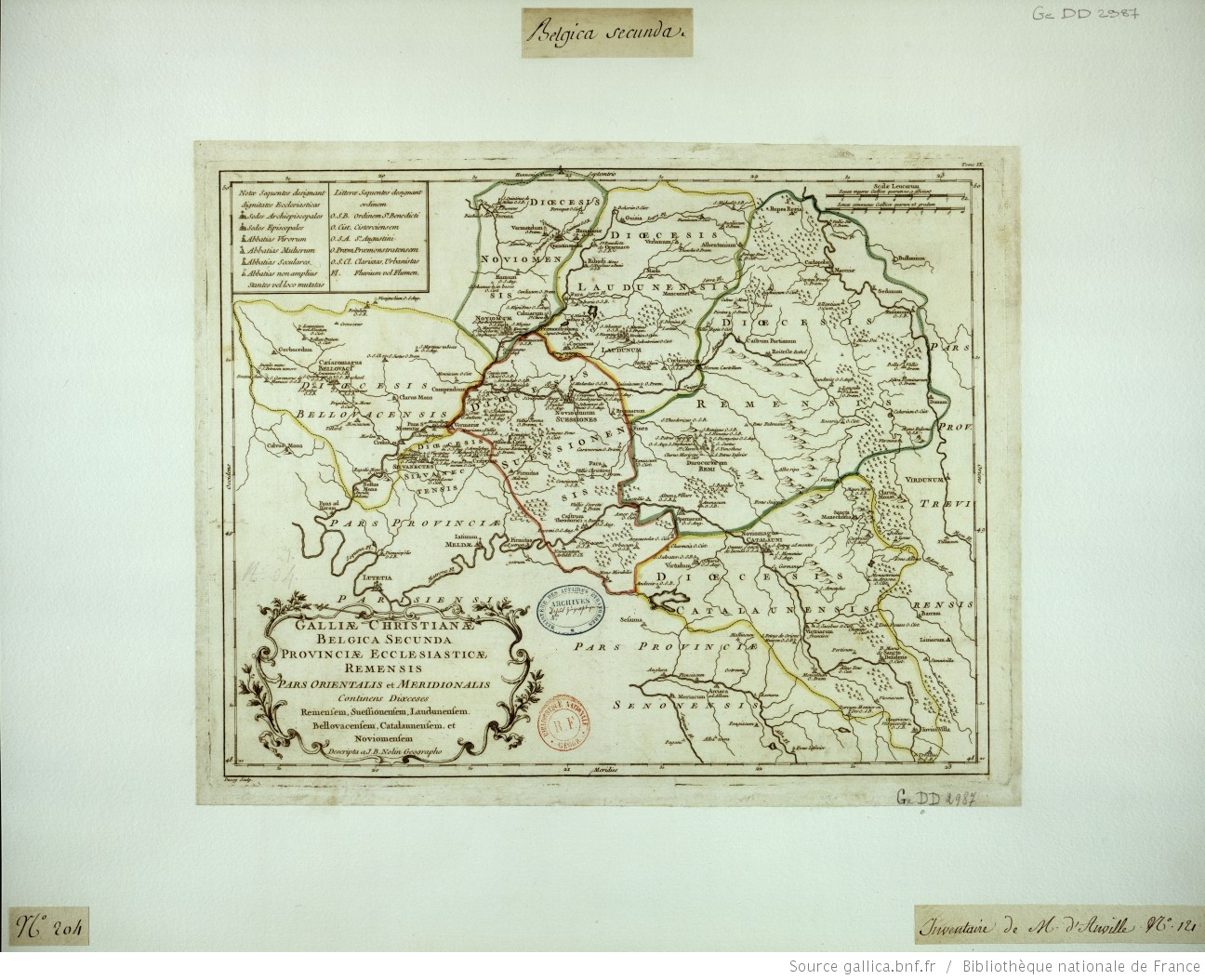
Belgica secunda